# Melamana
Melamana – według „Sumeryjskiej listy królów” jedenasty władca tzw. I dynastii z Uruk. Dotyczący go fragment brzmi następująco:
„Melamana (z Uruk) panował przez 6 lat”.